# 149 (số)
149 (một trăm bốn mươi chín) là một số tự nhiên ngay sau 148 và ngay trước 150.